# Боморо-ле-Мин
Боморо́-ле-Мин (фр. Bosmoreau-les-Mines, окс. Bòsc Morèl) — коммуна во Франции, находится в регионе Лимузен. Департамент коммуны — Крёз. Входит в состав кантона Бурганёф. Округ коммуны — Гере.
Код INSEE коммуны — 23027.

## Население
Население коммуны на 2010 год составляло 249 человек.
| 1962 | 1968 | 1975 | 1982 | 1990 | 1999 | 2010 |
| ---- | ---- | ---- | ---- | ---- | ---- | ---- |
| 414  | 444  | 377  | 301  | 249  | 273  | 249  |

## Экономика
В 2010 году среди 154 человек трудоспособного возраста (15—64 лет) 103 были экономически активными, 51 — неактивными (показатель активности — 66,9 %, в 1999 году было 63,2 %). Из 103 активных жителей работали 85 человек (45 мужчин и 40 женщин), безработных было 18 (6 мужчин и 12 женщин). Среди 51 неактивных 18 человек были учениками или студентами, 16 — пенсионерами, 17 были неактивными по другим причинам.